# Abbaye Notre-Dame des Fontenelles
 (mars 2024).
L'abbaye Notre-Dame des Fontenelles (latin Fontenellae, Fintanelum, Fontenacum ou encore Fontenaeum) est une ancienne abbaye augustinienne d'hommes située sur le territoire de la commune de Saint-André-d'Ornay (absorbée par La Roche-sur-Yon en 1964), dans le département français de la Vendée en région Pays de la Loire. C'est un monument gothique angevin.

## Histoire

### Fondation

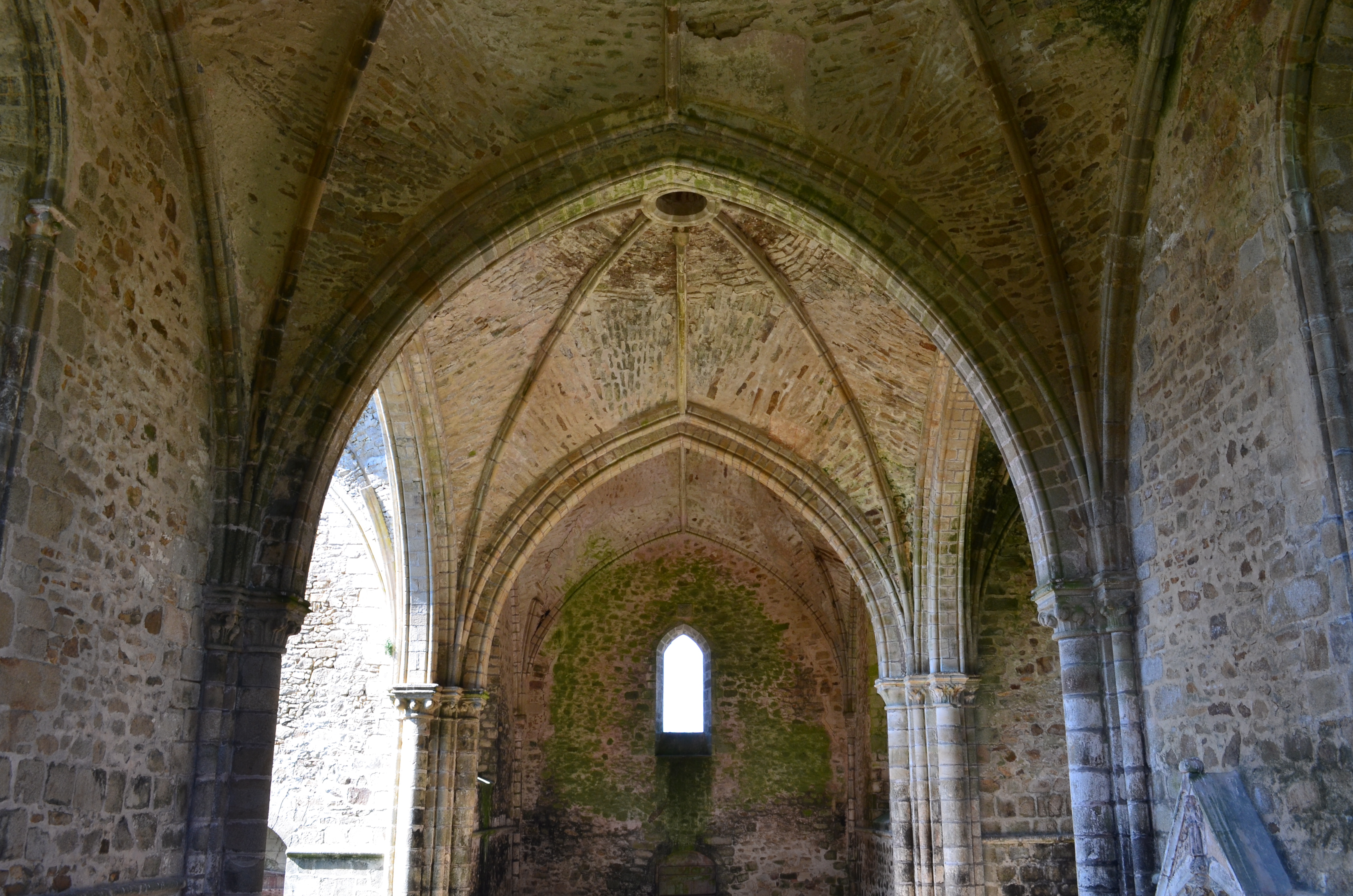
Vue partielle des voutes angevines de l'église abbatiale.

L'abbaye fut fondée en 1210 par Guillaume de Mauléon, seigneur de Talmont, et sa femme Béatrice de Machecoul, dame de La Roche-sur-Yon et de Luçon. Ils firent une donation aux chanoines réguliers de saint Augustin dépendant de l'abbaye Notre-Dame de Chancelade, en Périgord, afin qu'ils édifient ce monastère. Ceci nous est rapporté par le testament de Béatrice, daté de 1235.
L'abbaye fut construite dans la forêt de La Roche-sur-Yon, à une lieue à l'ouest de ce château, sur le territoire aujourd'hui dépendant de l'ancienne commune de Saint-André-d'Ornay (elle-même absorbée par La Roche-sur-Yon en 1964). Elle fut dédiée à la Vierge Marie et prit le nom de Notre-Dame des Fontenelles en raison de la présence sur ce territoire d'une petite source d'eau ferrugineuse. 
Guillaume de Mauléon et son épouse donnèrent aux religieux les droits suivants à condition qu'une lampe soit allumée en permanence dans l'église abbatiale, ainsi que deux cierges lors de chaque messe :
- Le droit de minage sur la seigneurie de La Roche-sur-Yon ;
- Des terres et une partie de la forêt des Fontenelles ;
- Toutes les redevances et marchés de La Roche-sur-Yon ;
- Les droits sur la boucherie au Poiré-sur-Vie.

Le maître-autel de l'abbatiale fut consacré le 11 mars 1248 par l'évêque de Poitiers, Jean de Melun,.

### Évolution du statut
Tout au début de la fondation de l'abbaye, les premiers bâtiments commencèrent à être construits par des moines bénédictins. Cependant, des lettres de Béatrice de Machecoul datées de 1225 montrent qu'un litige éclata entre l'abbé des Fontenelles et celui de Marmoutier, la plus prestigieuse abbaye bénédictine de l'ouest de la France, fondée par saint Martin vers 372.
En conséquence, très rapidement, l'abbaye se détacha de l'ordre de Saint-Benoît et adopta la règle de saint Augustin. Elle est dite chanceladine, du fait de sa situation d'abbaye fille de l'abbaye Notre-Dame de Chancelade, dans l'actuelle Dordogne. L'abbé des Fontenelles Emenius ou Emes de 1217 à 1231 fut d'ailleurs également abbé de Notre-Dame de Chancelade de 1224 à 1227 (cf. infra la liste des abbés).
Après la mort du dernier abbé régulier en 1487, les Fontenelles sont placées sous le régime de la commende. En 1632, la gestion de l'abbaye est partagée entre les abbés commendataires et les chanceladins. En 1669, les chanoines réguliers de Saint-Augustin de la Congrégation de France sont introduits.

### Confirmations des droits et privilèges
Au cours des siècles qui suivirent la fondation de l'abbaye, les seigneurs successifs de La Roche-sur-Yon confirmèrent les droits et privilèges qui lui furent concédés par Guillaume de Mauléon et Béatrice de Machecoul. Ce fut le cas en 1317 par Charles de Valois, comte de Valois, d'Alençon, de Chartres et du Perche. Ce fut encore le cas en 1349 par le futur roi Jean II le Bon, alors duc de Normandie. À nouveau en 1384 par Olivier V de Clisson, connétable de France. Également en 1410 par la fille de ce dernier, Marguerite de Clisson, par mariage comtesse de Penthièvre et vicomtesse de Limoges.
Le roi René fut le dernier seigneur de La Roche-sur-Yon qui confirma les droits et privilèges de l'abbaye des Fontenelles, le 7 juin 1448. Il demanda en échange que les moines, à chacun de ses anniversaires, fassent des prières et des offrandes à Dieu.

### Guerres, pillages et destructions

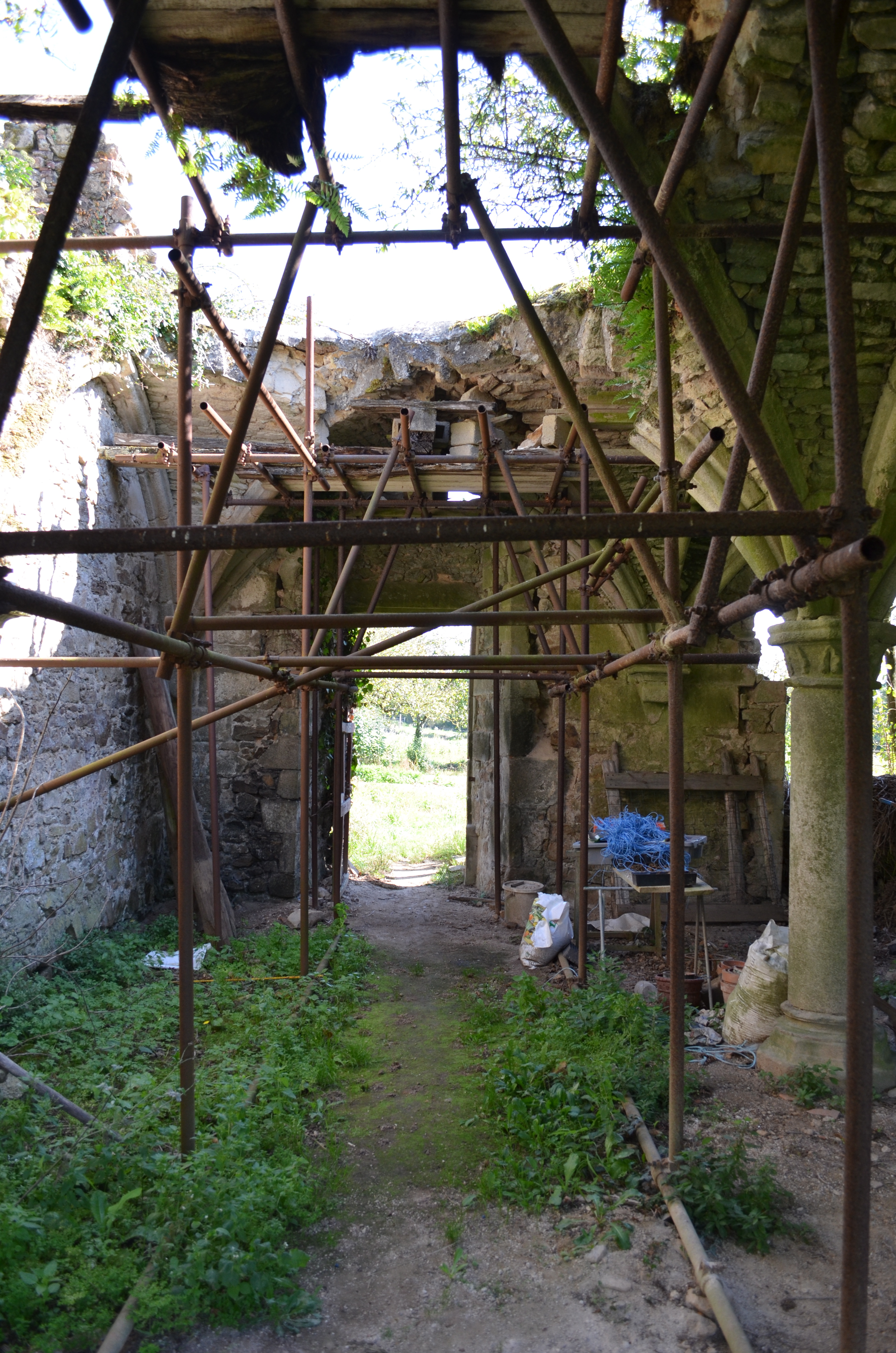
Ruines de la salle capitulaire.

Pendant la guerre de Cent Ans, les Anglais ruinèrent une partie de la nef de l'abbatiale, peu après sa consécration. 
En 1533, il n'y avait plus que neuf moines résidant à l'abbaye, signe d'un déclin de l'établissement.
En 1562, lors de la première guerre de Religion, l'abbaye est incendiée. Les protestants occupèrent et brûlèrent le monastère, excepté le cloître et quelques autres bâtiments, détruisirent la nef de l'église abbatiale en grande partie (elle fut amputée de deux travées, l'église formant désormais un plan en croix grecque, qui ne sera plus modifié jusqu'à nos jours) et tuèrent les moines.
Après ce drame, le prieur Jean Rousseau tenta une réforme, puis l'abbé Jean Pidoux fit rebâtir un dortoir en 1622. Mais aussitôt, l'abbaye fut à nouveau incendiée par les protestants. Ces derniers furent cependant contraints de réparer leurs déprédations en 1626.
En 1669, les chanoines de la congrégation de France entamèrent des travaux de restauration et de réhabilitation du site, qui dureront un siècle.
Le 16 janvier 1777, le docteur Jean-Gabriel Gallot suggère une exploitation médicale des sources des Fontenelles et de la Brossardière plus à l'est. L'idée est relancée à la Révolution mais sans aboutissement.

### Suppression à la Révolution
L'abbaye des Fontenelles n'abritait plus que trois moines quand elle fut saisie à la Révolution. Elle fut vendue comme bien national en 1791. Le passage des colonnes infernales en 1794 la laissa dans un état d'abandon définitif. 
Elle fut ensuite transformée en domaine agricole. L'abbatiale servit de grange et le logis des abbés fut affecté au logement des familles de fermiers. En 1935, à cause de l'état désastreux de l'église, le transept sud s'effondra. Les autres bâtiments continuèrent de se dégrader: l'étage qui servait de dortoir aux moines, situé au-dessus de la salle capitulaire, disparut en quelques décennies, entre la fin du XIXe siècle et le tout début du XXe siècle.
Le peintre d'art sacré Joseph-Jean-Félix Aubert (1849-1924) y est mort.
Aujourd'hui, l'abbaye des Fontenelles est toujours une propriété privée.

## Description
Les bâtiments de l'abbaye sont bâtis en granit.

### L’église abbatiale

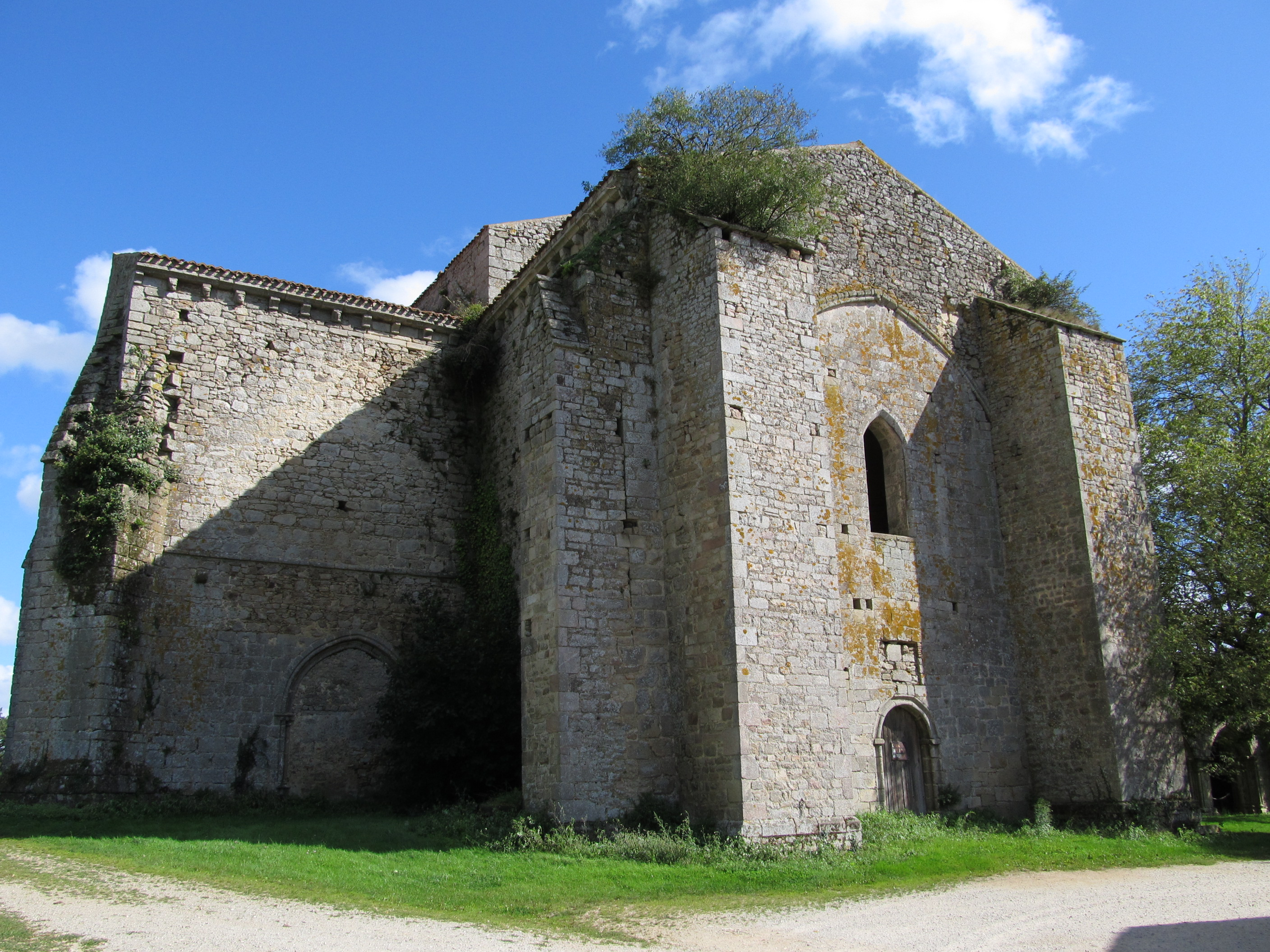
Vue de l'église abbatiale.

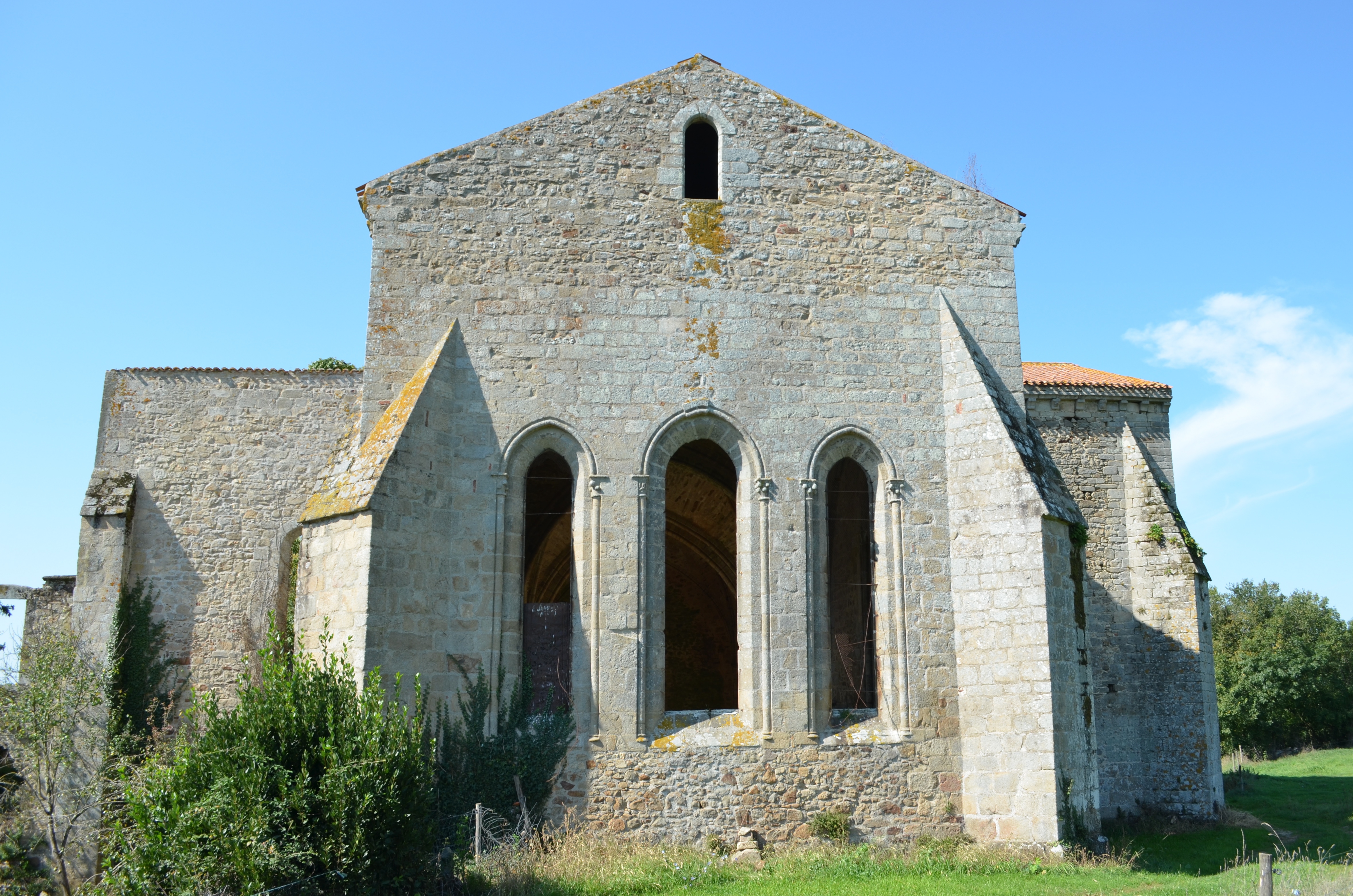
Le chevet de l'abbatiale.

L'église abbatiale a une nef mutilée à une seule travée, à croisées d'ogives bombées formant huit nervures. Les voûtes des transepts et de l'abside sont en forme de coupoles ogivales du gothique angevin tandis que la voûte centrale est composée de voutains et d'une calotte, emplacement de l'ancien clocher. Les travées sont séparées par des arcs à double rouleau. Le chevet est plat et percé d'un triplet.
Le tombeau de Béatrice de Machecoul (ou de sa fille, Jeanne de Thouars) est sculpté dans du calcaire. Ce gisant sous enfeu est veillé par divers personnages dont de petits anges, des moines ou figures démoniaques.
Selon les moines de la Congrégation de Saint-Maur les fondateurs de l'abbaye, Guillaume de Mauléon et sa femme Béatrice de Machecoul, ainsi que la fille de cette dernière et de son second mari Aimery VIII de Thouars, Jeanne de Thouars, furent tous les trois inhumés dans l'église abbatiale.

### Les bâtiments monastiques

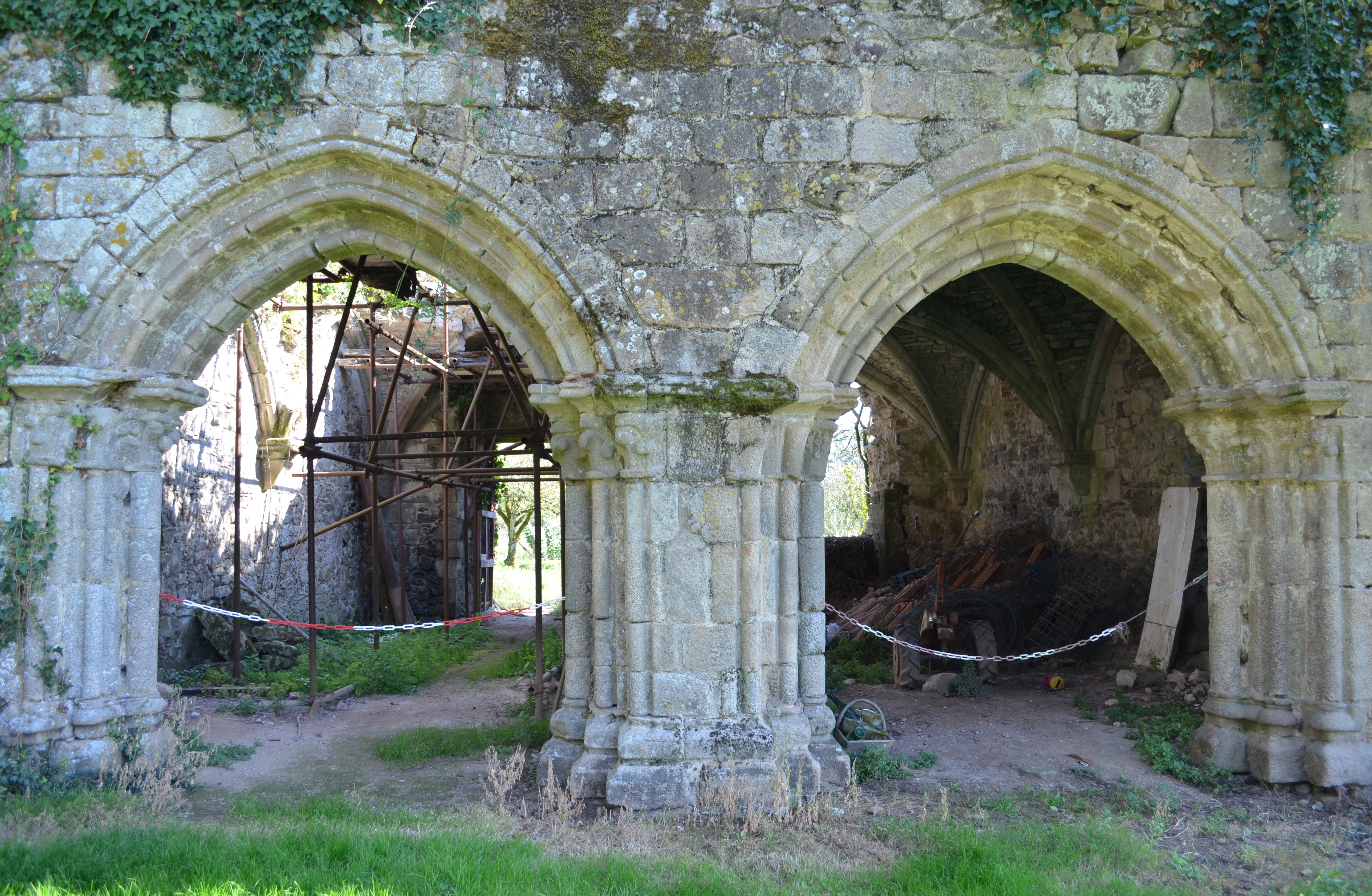
Ouvertures ogivales de la salle capitulaire sur le cloître.

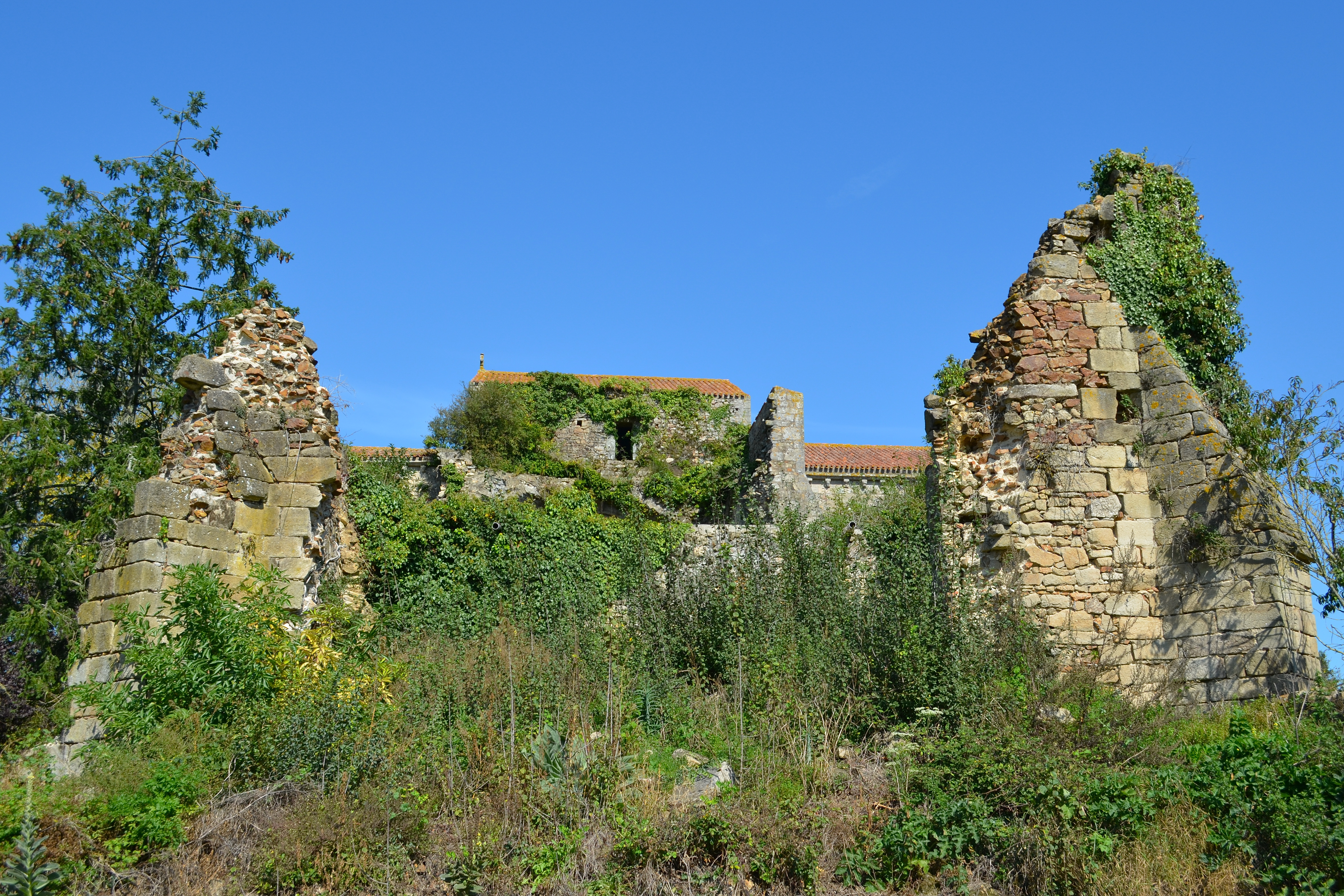
Les ruines du chauffoir.

Le cloître, l’hôtellerie, le chauffoir et le dortoir ont disparu après 1842, comme en témoigne le cadastre napoléonien de la commune de Saint-André-d'Ornay. Un plan daté en 1872 conservé aux archives municipales de La Roche-sur-Yon montre une amorce de destruction des bâtiments occidentaux du site.
Les bâtiments subsistant prolongent le bras sud du transept.
La salle capitulaire est à quatre travées reposant sur une pile centrale et ses voutes surbaissées sont à huit nervures toriques, ce qui suggère une réfection à l'époque de la reconstruction du dortoir, au XVIIe siècle.
En limite de la salle capitulaire et du chauffoir (non classé car en ruines) subsiste une voûte en berceau. Il s'agit du passage aux champs.

## Protection
L'abbaye a été classée monument historique en 1948.

## Liste des abbés
Source : La liste des abbés de Notre-Dame des Fontenelles est établie principalement, sauf mention contraire en note, selon la Gallia Christiana, op. cit. infra. Les noms sont traduits en français. Ceux figurant entre parenthèses en latin sont ceux donnés textuellement par la Gallia Christiana. Le tome 2 de la Gallia Christiana, dans lequel est publiée la liste des abbés des Fontenelles, est paru en 1720. Les abbés postérieurs figurant ici sont en conséquence issus d'autres sources, précisées à chaque fois.
Les abbés dont le numéro du rang est en violet étaient également évêques ou archevêques.
| Abbés réguliers :      |  |                                         |                                                                                           | |
| 1                      |  | ment. 1213 – † 19 novembre 1217         | Étienne Ier (lat. Stephanus)                                                              | Premier abbé régulier. Également mentionné en 1215 ainsi qu'en 1216, année au cours de laquelle il souscrivit des lettres par lesquelles Aimery VII, vicomte de Thouars, concéda à l'abbaye un effart (c'est-à-dire une terre défrichée). Concernant sa mort, le nécrologe de l'abbaye précise : « Obiit dompnus Stephanus primus abbas Fontenellensis an. M. CC. XVII. » |
| 2                      |  | 1217 – ment. 1231                       | Emenius (ou Emes, lat. Emenius)                                                           | Il est mentionné dans de nombreux documents : la première fois en 1217, dans une charte de Savary, seigneur de Mauléon; le 9 juin 1218, dans une donation faite par un certain Guillaume Merula, soldat, avec l'autorisation de Guillaume Orri, seigneur de Beaulieu (de Bello-Loco); en 1220, dans un écrit relatif à l'audience par plusieurs moines de l'abbaye, notamment Pierre (Petrus), prieur, et Hélie (Helias), cellérier, d'un certain Guillaume de Vergana, soldat; en 1227, dans un acte concession fait par Aimery de Albiniaco (Aubigny ?), également soldat; enfin en 1231, dans le testament de Pierre Girard, chapelain d'Olonne (Olona) et de Sainte-Flaive (sancta Flavia). Concernant sa mort, le nécrologe de l'abbaye indique qu'il est décédé un 11 octobre, sans préciser l'année, et précise : « Obiit dompnus Emes abbas quondam de Fontenellis et de Cancellata. » Cette dernière mention indique qu'il a également été abbé de l'abbaye Notre-Dame de Chancelade. La liste des abbés de ce monastère mentionne de fait un Emes, abbé de 1224 à 1227. La question subsiste alors de savoir si Emenius a été abbé des Fontenelles deux fois, avant 1224 et après 1227, ou s'il a cumulé les deux charges pendant cette période 1224-1227, étant ainsi abbé des Fontenelles sans interruption. Dans l'hypothèse où il serait allé prendre possession de l'abbaye de Chancelade, une autre question serait alors de savoir qui a gouverné l'abbaye des Fontenelles en son absence, soit comme abbé de plein exercice, soit comme son représentant. Il pourrait s'agir de Pierre, mentionné comme prieur en 1220, qui pourrait être par ailleurs la même personne que Pierre Ier, son successeur après 1231. C'est sous son abbatiat qu'éclata un litige avec l'abbé de Marmoutier, et que l'abbaye des Fontenelles renonça à la règle bénédictine pour adopter la règle augustinienne et s'affilier à l'abbaye Notre-Dame de Chancelade (cf. supra). |
| 3                      |  | vers 1232                               | Pierre Ier (lat. Petrus)                                                                  | Concernant sa mort, le nécrologe de l'abbaye précise : « IV (ou II ?) nonas Maii obiit dompnus Petrus secundus abbas de Fontenellis. » Il serait donc mort un 4 (ou un 6) mai, sans que soit précisée l'année. Par ailleurs, le fait que le nécrologe le qualifie de second abbé des Fontenelles est peut-être dû au fait que son prédécesseur rejoignit effectivement l'abbaye Notre-Dame de Chancelade. |
| 4                      |  | ?                                       | Pierre II (lat. Petrus)                                                                   | Exista selon Denis de Sainte-Marthe. |
| 5                      |  | ment. juillet 1235, 1247                | Étienne II (lat. Stephanus)                                                               | Il est mentionné en juillet 1235 dans une charte de Béatrice de Machecoul, dame de La Roche-sur-Yon, dans laquelle celle-ci fait un certain nombre de concessions à l'abbaye. Le vendredi suivant l'Assomption de cette même année, Béatrice de Machecoul rédigea son testament et décida que son tombeau serait établi aux Fontenelles. Elle mourut peu de temps après, toujours en 1235, sous l'abbatiat d'Étienne II donc. Ce dernier était encore vivant en 1247. Le nécrologe de l'abbaye précise : « V. idus Decembris obiit domnus Stephanus tertius abbas de Fontenellis. » Il serait donc mort un 9 décembre, sans que soit précisée l'année. Peu après sa mort, en 1252, la fille de Beatrice de Machecoul et d'Aimery VIII de Thouars, Jeanne de Thouars, et le second époux de celle-ci, Maurice II de Belleville, seigneur de La Roche-sur-Yon et de Luçon, firent plusieurs concessions à l'abbaye. En outre, Jeanne de Thouars fonda deux chapelles dans l'abbatiale des Fontenelles, peu avant de mourir le 6 octobre 1258. |
| 6                      |  | ?                                       | Aimery (lat. Aimericus)                                                                   | Le nécrologe de l'abbaye précise qu'il mourut un 25 novembre, sans préciser l'année : « VIII. cal. Decemb. obiit frater Aimericus quartus abbas de Fontenellis. » |
| 7                      |  | ?                                       | Hélie Ier (lat. Helias)                                                                   | Le nécrologe de l'abbaye précise qu'il mourut un 28 novembre (le V des calendes de décembre), sans préciser l'année, et le mentionne comme : « quintus abbas de Fontenellis » (le cinquième abbé des Fontenelles). |
| 8                      |  | ment. 1285 – † 14 décembre 1293 ou 1294 | Guillaume (lat. Guillelmus)                                                               | Il obtint avec le frère Géraud de Nogaret, prieur de l'abbaye, un privilège du roi Philippe III, peu avant la mort de ce dernier près de Perpignan, en 1285. En 1290, il était en relation avec Durand, abbé de Lieu-Dieu. Il est mentionné dans le nécrologe de l'abbaye des Fontenelles comme le sixième abbé du monastère. |
| 9                      |  | ment. 1295, 3 juin 1305                 | Géraud Ier de Nogaret (lat. Geraldus de Nogareto)                                         | Prieur de l'abbaye des Fontenelles sous l'abbé Guillaume, il succéda à ce dernier dans sa charge. Il est mentionné en 1295 dans le cadre d'une transaction qu'il fit avec Jean, abbé de Talmont. Il est encore mentionné le 3 juin 1305 comme abbé des Fontenelles avec Bernard, abbé de Chancelade, au sujet d'un accord convenu entre les frères des deux monastères. Il mourut un 4 janvier (la veille (pridie) des nones de janvier), sans qu'on sache l'année. |
| 10                     |  | ment. 1310, septembre 1320              | Hélie II de Suyrac (lat. Helias de Suyrac)                                                | Également mentionné en 1312 et 1313. Selon le nécrologe de l'abbaye, il mourut un 25 janvier (le VI des calendes de février, ou peut-être un autre jour de ces calendes), sans qu'on sache l'année. |
| 11                     |  | ment. 1328, 1330                        | Géraud II Guerrea (lat. Geraldus Guerrea)                                                 | Également mentionné en 1329. Selon le nécrologe de l'abbaye, il mourut un 5 mars (le III des nones de mars), sans qu'on sache l'année. |
| 12                     |  | ment. 1354, 1364                        | Pierre III Bontin (lat. Petrus Bontin)                                                    | Également mentionné en 1357. |
| 13                     |  | ment. 1365, 1367                        | Itier (lat. Iterius)                                                                      | Il est également mentionné le 25 mai 1366, « jour de la Lune après la Pentecôte » (soit le lundi après la Pentecôte), à l'occasion d'un accord intervenu entre les moines de l'abbaye des Fontenelles et ceux de l'abbaye de Chancelade. Cet accord fit l'objet d'une réunion solennelle dans le chapitre de l'abbaye. Il portait sur la nourriture et l'habit des moines. Par ailleurs ce même jour, le nombre des chanoines de l'abbaye fut fixé à treize. |
| 14                     |  | ment. 1368                              | Hélie III Foucher (lat. Helias Foucher)                                                   | Selon le nécrologe de l'abbaye, il mourut un 27 septembre (le VI des calendes d'octobre), sans qu'on sache l'année. Ce même nécrologe le mentionne comme dixième abbé des Fontenelles. |
| 15                     |  | ment. 1372                              | Géraud III (lat. Geraldus)                                                                | Selon le nécrologe de l'abbaye, il mourut un 15 mars (aux ides de mars), sans qu'on sache l'année. |
| 16                     |  | 1374 – † 18 novembre 1391               | Jacques Olivier (ou Jasmes Olivier, lat. Jacobus Olivier)                                 | Il fut nommé abbé des Fontenelles en 1374, selon une quittance de la chambre apostolique. Il est mentionné dans de nombreux documents entre 1375 et 1391. Dans certains d'entre eux, issus de la Gaule, il est nommé frère Jasmes Olivier. Il mourut le XV des calendes de décembre 1391. |
| 17                     |  | ment. 1392 – † 7 mai (ou 7 mars) 1412   | Jean Ier de Marennes (lat. Johannes de Marennes)                                          | Il est mentionné comme chanoine aux Fontenelles dès 1370. Par la suite, après avoir été élu abbé, il est mentionné dans plusieurs documents entre 1392 et la date de sa mort, intervenue aux nones de mai, ou de mars, 1412. |
| 18                     |  | ? – † 24 mai 1440                       | Jean II Regnon (lat. Johannes Regnon)                                                     | Il était prieur de l'abbaye avant d'en devenir abbé. Il mourut le VIII des calendes de juin 1440. |
| 19                     |  | ? – † 26 juin 1443                      | Jean III Pourtreau (ou Penetreau, lat. Johannes Pourtreau)                                | Il était également prieur, ou peut-être cellérier, de l'abbaye avant d'en devenir abbé. Il mourut le VII des calendes de juillet 1443. |
| 20                     |  | ? – † 21 novembre 1451                  | André de Saligné (lat. Andreas de Saligné)                                                | Il mourut le XII des calendes de décembre 1451. |
| 21                     |  | 1452 – † 4 décembre 1466                | Jean IV Achalle (lat. Johannes Achalle)                                                   | Il mourut la veille des nones de décembre 1466. |
| 22                     |  | vers 1467                               | Pierre IV Billé (lat. Petrus Billé)                                                       | Il occupa le siège abbatial une année, puis abdiqua pour devenir prieur de Beaulieu-sur-Mareuil (Bellus-Locus super Marolium). |
| 23                     |  | vers 1467 – † 11 juin 1487              | Michel Chesse (lat. Michael Chesse)                                                       | Il obtint le siège abbatial des Fontenelles par échange. Il nia aux abbés de Notre-Dame de Chancelade une quelconque autorité sur l'abbaye Notre-Dame des Fontenelles, et en appela sur ce point au pape Sixte IV le 9 mai 1478. Il mourut le III des nones de juin 1487. |
| Abbés commendataires : |  |                                         |                                                                                           | |
| 24                     |  | 1487 – 1528                             | Louis Ier Hudon (ou Tindon, lat. Ludovicus Hudo, ou Tindo)                                | Premier abbé commendataire. Licencié en droit. Il fut abbé des Fontenelles pendant environ 43 années. Après cela, il céda la charge d'abbé au suivant, qui était un de ses parents, avec l'autorisation du pape. |
| 25                     |  | 28 décembre 1528 – 1561                 | Pierre V de Bar (lat. Petrus de Barro)                                                    | Parent du précédent, qui lui céda la charge d'abbé. Il prit possession de l'abbaye le 28 décembre 1528, en déléguant Pierre Marchant, archidiacre de la cathédrale de Luçon. Il transféra l'abbaye à son neveu en 1561. |
| 26                     |  | † 13 janvier 1561                       | Louis II de Bar de la Ferbendière (lat. Ludovicus de Barro de la Ferbendière)             | Neveu du précédent et fils de Louis, seigneur de la Ferbendière. Il obtint l'abbaye en 1561 mais ne la garda que quelques jours, puisqu'il mourut le 13 janvier de cette année. Il fut inhumé dans l'église du Lingeau. |
| 27                     |  | vers 1561 – † 22 août 1593              | Jean V de Bar (lat. Johannes de Barro)                                                    | Neveu du précédent. Le pape lui céda l'abbaye des Fontenelles. Il fut également doyen du chapitre de Luçon. Jamais il ne siégea en paix. En effet, sous son abbatiat, alors que les guerres de religion faisaient rage, les protestants occupèrent et brûlèrent le monastère, excepté le cloître et quelques autres bâtiments, détruisirent la nef de l'église abbatiale et tuèrent les moines. |
| 28                     |  | 1593                                    | ... de Machecoul                                                                          | Seigneur de Saint-Étienne. Sitôt nommé abbé, il renonça au siège, l'abbaye étant en grande partie ruinée. Celle-ci fit retour au roi Henri IV. |
|                        |  | 1593-1617                               | Siège vacant                                                                              | L'abbaye étant ruinée par les guerres de religion, aucun abbé n'est nommé pendant ces 24 années. |
| 29                     |  | 1617 – ment. 1626                       | Jean VI Pidoux (lat. Johannes Pidoux)                                                     | Il alla prendre possession de sa petite propriété, malgré le risque que faisaient encore courir les protestants dans la région. Il fit reconstruire le dortoir de l'abbaye, mais celui-ci fut bientôt détruit pour la seconde fois par ces mêmes protestants. Ces derniers furent cependant contraints de le reconstruire à nouveau en 1626. Son portrait était accroché dans le presbytère de l'abbaye. |
| 30                     |  | 1635 – 1645                             | Pierre VI de Broc de Saint-Mars de la Pile (lat. Petrus de Broc de Saint-Mars de la Pile) | D'abord agent général du clergé pour la France, il fut ensuite évêque d'Auxerre de 1637 à sa mort, intervenue le 7 juillet 1671. Il échangea avec son successeur Louis de La Cour l'abbaye des Fontenelles contre celle de Toussaint d'Angers en 1645. À sa mort, il était également abbé de Ressons. |
| 31                     |  | 1645 – ?                                | Louis III de La Cour (lat. Ludovicus de La Cour)                                          | Comme indiqué précédemment, il échangea l'abbaye Toussaint d'Angers contre celle des Fontenelles avec Pierre de Broc en 1645. |
| 32                     |  | ?                                       | ... de Baugé                                                                              | Il était originaire d'Angers. Il renonça à son siège abbatial, quitta l'état ecclésiastique et se maria. |
| 33                     |  | avant 1675 – 1726                       | Gabriel des Nouhes de Beaumont                                                            | Chantre et vicaire général du diocèse de Luçon, il fut nommé abbé des Fontenelles dès son enfance, avant 1675. |
| 34                     |  | 1726 – † 28 mai 1736                    | François-Joseph d'Andigné                                                                 | D'abord vicaire général du diocèse de Luçon, il devint évêque de Dax en 1733. |
| 35                     |  | juin 1736 – vers août 1787              | Louis-François de Quesse de Valcourt                                                      | Docteur en théologie à la faculté de Paris, il était également prévôt de la collégiale Saint-Sauveur de Metz. Il renonça à son siège en août 1787. |
| 36                     |  | vers août 1787 – vers 1791              | Claude-François Defresne                                                                  | Dernier abbé. Il naquit le 21 août 1748 à Bar-sur-Aube de Charles-François Defresne, capitaine au régiment de Mailly, et de Marie-Jeanne Duchesne. Il était également vicaire général du diocèse de Luçon et doyen de la cathédrale. Il fut nommé abbé des Fontenelles après la renonciation de l'abbé Quesse de Valcourt. Louis-Isaac-Joseph Blanchard, curé du Bourg-sous-la-Roche, prit possession de l'abbaye en son nom le 19 août 1787. Réfractaire, il émigra et mourut le 13 janvier 1800 à Klagenfürth, en Autriche. |